# Yoü and I (песен на Лейди Гага)
„Yoü and I“ (от английски: „Ти и аз“) е песен на американската певица Лейди Гага, част от нейния втори студиен албум – „Born This Way“ (2011). Мелодията заимства част от „We Will Rock You“ (1977) на Куийн, като китаристът на групата, Брайън Мей, свири на електрическа китара в песента на Гага. За пръв път певицата изпълнява „Yoü and I“ през юни 2010 г. на бал, организиран от сър Елтън Джон. Кадри от изпълнението се появяват в интернет и положителния отзвук мотивира Гага да започне да пее песента на турнето The Monster Ball. На 23 август 2011 г. песента е представена като четвърти сингъл от албума „Born This Way“.
„Yoü and I“ е със сравнително бавно темпо, в чийто инструментал се отличават електрически китари и пиано. Песента получава одобрението на критиците, които я определят за един от акцентите в „Born This Way“. След премиерата ѝ като част от албума намира място в класациите на Канада, Обединеното кралство и САЩ. След издаването ѝ като сингъл се изкачва до топ 10 в САЩ, Япония и други седем държави. Успява да продаде над три милиона единици в САЩ и получава тройно платинен статус. През 2012 година, песента е номинирана за награда „Грами“ в категорията „Най-добро солово поп изпълнение“.
Музикалното видео, представено на 16 август 2011 г., също е прието добре от публиката. Гага снима клипа в Спрингфийлд, Небраска, като режисурата е дело на дългогодишния хореограф на певицата – Лориан Гибсън. Във видеото се появяват два алтер его образа на Лейди Гага – русалката Юйи и мъжкарят Джо Калдерон, който присъства и на обложката на сингъла. В образа на Джо Гага изпълнява песента на наградите на MTV през лятото на 2011 г. „Yoü and I“ често присъства в репертоара на певицата за нейни концерти и турнета.

## Предистория и издаване
Песента е една от първите от албума, които публиката успява да чуе. Лейди Гага споделя, че съчинява „Yoü and I“ в Ню Йорк на старото си пиано. Тя описва песента като „рокендрол парче“ и именно затова, според нея, шансът да бъде сингъл е нищожен. В резултат на добрия отзвук от първото изпълнение на песента на бал през 2010 г., тя става част от репертоара на певицата за турнето The Monster Ball. В интервю Гага споделя, че „Yoü and I“ е написана за „най-важния човек, когото е срещала“ – нейния бивш приятел Люк Карл.
Песента е обявена за четвърти сингъл от албума „Born This Way“ на 22 юли 2011 г. На 5 август, чрез социалните мрежи на Лейди Гага, е показана и обложката към сингъла с описанието „Никога няма да намериш това, което търсиш в любовта, ако не обичаш самия себе си“. Представени са два варианта на обложката, като и на двата кадъра виждаме мъжкото алтер его на певицата, Джо Калдерон, пушещ цигара.
Критиците реагират положително на обложката. Според репортер на „The Daily Telegraph“, на певицата ѝ е „доскучало да бъде предизвикателна жена и е решила да се разнообрази като смени пола си“. Други сравняват образа на Калдерон с певеца Боб Дилън.

## Музикално видео
Към май 2021 г. музикалното видео към песента има над 161,8 млн. гледания в официалния YouTube канал на Лейди Гага.

### Разработка
Клипът е заснет в щата Небраска през юли 2011 г. и е режисиран от хореографа на Лейди Гага – Лориан Гибсън. Сюжетът разказва за това как Гага върви от Ню Йорк до Небраска пеша, за да се събере с бившия си. Певицата споделя: „Ходя без багаж, без нищо – само аз съм и кокалчетата ми кървят, трева се забива в обувките ми и съм облечена по „нюйоркчански“, и правя спринтове. Идеята е да покажа, че когато си далеч от някого, когото обичаш, чувството е мъчително“.
Обосновавайки избора на локация, Гага разкрива: „Беше много мило, огледах се и всичко беше толкова красиво – високата царевица. Обожавам това място (Небраска) и всичко е искрено. Човекът, за когото написах песента и който бе мой другар още откакто бях на 19, е от там“.
Лейди Гага обявява, че видеото ще бъде представено с нейната хилядна публикация в Туитър. В интервю за MTV добавя, че премиерата е насрочена за 18 август 2011 г. Въпреки това, два дни преди тази дата в интернет нелегално се появяват части от клипа, което принуждава певицата да сподели три публикации в социалната мрежа, които заедно гласят „Майната му на четвъртък“. Така следващата публикация – №1000 в профила ѝ – е линк към видеото с описанието „Трябва да обичате всяка една част от мен, както и аз самата трябва да се обичам, за да може тази сложна и неразбираема сила да е истинска“.
След премиерата на клипа, Гага разказва за вдъхновението си: „Видеото е доста сложно по отношение на начина, по който е разказана историята. Донякъде разказът е последователен, но от друга страна е завъртян и объркващ, но точно такава е и любовта“. За кадрите, в които певицата е преобразена като русалка и прави секс с актьора Тейлър Кини, тя споделя, че това метафорично показва как понякога връзките не се получават. В кадри от видеото Лейди Гага е облечена в сватбената рокля на майка си. Според певицата, сцените с камион за сладолед целят да представят съсипаното ѝ детство и преживявания, за които е говорила в минали интервюта.

### Сюжет
В началото на видеото Лейди Гага е облечена в черно с големи слънчеви очила, окървавени стъпала и електромеханични телесни части. Тя се разхожда из полетата на Небраска, връщайки се пеша, след като от години не е идвала. Гага се отбива да си купи сладолед от камион на пътя, но изпуска фунийката си, след като беззъб мъж с кукла в ръка ѝ се усмихва зловещо. С бързо темпо се сменят кадри, в които певицата е със сватбена рокля, измъчвана е от мъж в плевня и е затворена в аквариум, което предполага, че тя си спомня за миналите си преживявания в щата.
След началото на песента виждаме Лейди Гага с нова визия – с минимално количество грим и сива коса, свиреща на пиано в средата на царевична нива. Отгоре на пианото седи мъжкото ѝ алтер его Джо Калдерон, който пуши цигара и пие бира.
По време на втория куплет луд учен, в чиято роля е актьорът Тейлър Кини, измъчва певицата, която е облечена с жълта рокля и носи очила, направени от тел. В следващата сцена с хореография Гага е със зелена коса, заобиколена от танцьорите си, в плевня. В началото на втория припев се появява русалката Юйи, с хриле на лицето и врата, която лежи във вана с мръсна вода. В края на припева камерата представя Гага с тъмна коса, затворена в аквариум. Видеото завършва със сцена, в която ученият и русалката се целуват, докато сцени на въображаемата им сватба се показват на екрана.

### Модни филми
На 1 септември 2011 г. Лейди Гага обявява, че е заснела пет кратки „модни филма“ с персонажите от музикалното видео към песента. Режисьори на проекта са холандските фотографи Инез ван Ламсвеерде и Винуд Матадин. Всяко видео е озаглавено „Haus of Ü“ и, в рамките на 2-3 минути, се сменят сцени с персонажа на бял фон в студио, под музикалното оформление на „Yoü and I“. Петте филма представят Джо Калдерон (мъжкото алтер его), Юйи (русалката), „Нимфата“ (Гага със сива коса и малко грим), „Булката“ (Гага с електромеханичните части), „Проститутката от плевнята“ (Гага със зелена коса) и „Майката“ (Гага със сватбената рокля на майка си).

## Екип
- Лейди Гага – водещи вокали, текстописец, продуцент, беквокали, пиано и клавишни
- Робърт Джон „Мът“ Ланг – продуцент, беквокали, аудио миксиране
- Том Уер и Хоръс Уард – звукозапис
- Оле Ромо – програмиране, звукозапис
- Брайън Мей – китара
- Джъстин Шърли Смит – звукозапис китара
- Джин Грималди – аудио мастеринг